# Marcel Mussillon
Marcel Mussillon, (pron. fr. AFI: [maʁsɛl mysijɔ̃]), detto "Marcello" (Courmayeur, 31 dicembre 1901 – Courmayeur, 6 dicembre 1992), è stato un alpinista italiano, Guida alpina del Club Alpino Italiano.
Ha compiuto oltre 200 ascensioni al Monte Bianco, stabilendo un record che lo ha reso una leggenda dell'alpinismo italiano.

## Biografia
Marcel Mussillon, figlio di Louis, ha sviluppato sin da giovane una forte passione per l'alpinismo. Ha iniziato la sua carriera di guida nel 1919, quando insieme al padre ha portato le coperte alla capanna dell'Aiguille Noire de Peuterey.
Marcel ha compiuto innumerevoli ascensioni sulle Alpi, in particolare è noto per le oltre 200 ascensioni al Monte Bianco durante la sua carriera da guida, che si è conclusa nel 1959, diventando così una guida emerita della Società delle Guide Alpine di Courmayeur. È stato anche la Guida Alpina della Regina Maria José del Belgio dal 1941.
La sua passione per l'alpinismo lo ha spinto nel 1984 a scalare l'Aiguille de Leschaux all'età di 83 anni.
Marcel avrà due figli: Enrico (1930-2016) e Cecilia (1934), che sarà la moglie di Sergio Viotto.
La sua eredità nell'alpinismo italiano continua a ispirare gli appassionati di montagna.